# Dolichodoridae
Famille
Les Dolichodoridae sont une famille de nématodes de l'ordre des Rhabditida.

## Liste des taxons de rang inférieur
Liste des sous-familles et genres selon World Register of Marine Species (12 mai 2021) :
- sous-famille des Belonolaiminae Whitehead, 1960
  - genre Belonolaimus Steiner, 1949
  - genre Carphodorus Colbran, 1965
  - genre Ibipora Monteiro & Lordello, 1977
  - genre Morulaimus Sauer, 1966
- sous-famille des Brachydorinae Siddiqi, 2000
  - genre Brachydorus de Guiran & Germani, 1968
- sous-famille des Dolichodorinae Chitwood in Chitwood & Chitwood, 1950
  - genre Dolichodorus Cobb, 1914
  - genre Neodolichodorus Andrássy, 1976
  - genre Plesiodorus Siddiqi, 1976, synonyme de Neodolichodorus Andrássy, 1976
- sous-famille des Macrotrophurinae Fotedar & Handoo, 1978
  - genre Macrotrophurus Loof, 1958
- sous-famille des Meioderinae Siddiqi, 1976
  - genre Meiodorus Siddiqi, 1976
  - genre Mulveyotus Anderson & Ebsary, 1982, synonyme de Meiodorus Siddiqi, 1976
- sous-famille des Merliniinae Siddiqi, 1971
  - genre Amplimerlinius Siddiqi, 1976
  - genre Geocenamus Thorne & Malek, 1968
  - genre Nagelus Thorne & Malek, 1968
  - genre Allentylenchus Khan & Saeed, 1988, synonyme de Scutylenchus Jairajpuri, 1971
  - genre Hexadorus Ivanova & Shagalina, 1983, synonyme de Scutylenchus Jairajpuri, 1971
  - genre Merlinius Siddiqi, 1979, synonyme de Scutylenchus Jairajpuri, 1971
  - genre Pathotylenchus Eroshenko & Volkova, 1987, synonyme de Scutylenchus Jairajpuri, 1971
- sous-famille des Telotylenchinae Siddiqi, 1960
  - genre Histotylenchus Siddiqi, 1971
  - genre Paratrophurus Arias, 1970
  - genre Quinisulcius Siddiqi, 1971
  - genre Sauertylenchus Sher, 1974
  - genre Telotylenchus Siddiqi, 1960
  - genre Trichotylenchus Whitehead, 1960
  - genre Trophurus Loof, 1956
  - genre Tylenchorhynchus Cobb, 1913
  - genre Billineellus Volkova, 1993, synonyme de Neodolichorhynchus Jairajpuri & Hunt, 1984
  - genre Bitylenchus Filipjev, 1934, synonyme de Tylenchorhynchus Cobb, 1913
  - genre Clavaurotylenchus Caveness, 1958, synonyme de Trophurus Loof, 1956
  - genre Divittus Jairajpuri, 1984, synonyme de Trichotylenchus Whitehead, 1960
  - genre Dolichorhynchus Mulk & Jairajpuri, 1974, synonyme de Neodolichorhynchus Jairajpuri & Hunt, 1984
  - genre Macrorhynchus Sultan, Singh & Sakhuja, 1991, synonyme de Tylenchorhynchus Cobb, 1913
  - genre Morasinema Javed, 1984, synonyme de Trichotylenchus Whitehead, 1960
  - genre Mulkorhynchus Jairajpuri, 1988, synonyme de Neodolichorhynchus Jairajpuri & Hunt, 1984
  - genre Prodolichorhynchus Jairajpuri, 1985, synonyme de Neodolichorhynchus Jairajpuri & Hunt, 1984
  - genre Telotylenchoides Siddiqi, 1971, synonyme de Paratrophurus Arias, 1970
  - genre Tessellus Jairajpuri & Hunt, 1984, synonyme de Tylenchorhynchus Cobb, 1913
  - genre Trilineellus Lewis & Golden, 1981, synonyme de Neodolichorhynchus Jairajpuri & Hunt, 1984 (homonym)
  - genre Triversus Sher, 1973, synonyme de Trichotylenchus Whitehead, 1960
  - genre Uliginotylenchus Siddiqi, 1971, synonyme de Trichotylenchus Whitehead, 1960

- genre Tetylenchus Filipjev, 1936 (taxon inquirendum)

- sous-famille des Dolichorhynchinae Fotedar & Handoo, 1978, synonyme de Telotylenchinae Siddiqi, 1960
- sous-famille des Trophurinae Paramonov, 1967, synonyme de Telotylenchinae Siddiqi, 1960
- sous-famille des Tylenchorhynchinae Eliava, 1964, synonyme de Telotylenchinae Siddiqi, 1960

## Synonymes
Les noms des familles suivantes sont synonymes de Dolichodoridae :
- Belonolaimidae Whitehead, 1960[1]
- Meioderidae Siddiqi, 1976[1],[2]
- Meiodoridae[2]
- Merliniidae Siddiqi, 1971[1],[2]
- Telotylenchidae Siddiqi, 1960[1],[2]
- Tylenchorhychidae[2]
- Tylenchorhynchidae Eliava, 1964[1],[2]
- Tylenorhynchidae[2]

## Publication originale
- (en) Chitwood B.G. & Chitwood M.B., 1950. An introduction to nematology (BHL).